# Una strana coppia di svitati
Una strana coppia di svitati (titolo originale: Josh and S.A.M.) è un film statunitense, del 1993, diretto da Billy Weber.